# Condado de Washington (Maine)
O Condado de Washington (em inglês:  Washington County) é um dos 16 condados do estado americano do Maine. Foi fundado em 1789. A sede do condado é Machias e a localidade mais populosa é Calais. Faz fronteira com a província canadense de Novo Brunswick.
Às vezes é referido como "Sunrise County" porque inclui o ponto mais oriental dos Estados Unidos, e alegações foram feitas de que o condado de Washington é onde o sol nasce pela primeira vez nos 48 estados contíguos. Muitas pequenas comunidades costeiras têm economias baseadas na pesca de pequena escala. O turismo também é importante ao longo da costa do condado, mas não se compara com outras partes do estado. O cultivo do mirtilo desempenha um papel importante na economia da região.
Com pouco mais de 31 mil habitantes, de acordo com o censo nacional de 2020, é o 14º condado mais populoso do estado e também o terceiro menos densamente povoado, atrás dos condados de Franklin e Aroostook. Pouco mais de 2% da população total do Maine vive no Condado de Washington.

## Geografia
De acordo com o Departamento do Censo dos Estados Unidos, o condado possui uma área de 8 437,3 km², dos quais 6 637,4 km² estão cobertos por terra e 1 799,9 km² (21,3%) por água. É o quinto condado com maior extensão territorial do Maine.

### Condados adjacentes
- Condado de Hancock – sudoeste
- Condado de Aroostook – noroeste
- Condado de Penobscot – noroeste
- Condado de York (Novo Brunswick), Canadá – nordeste
- Condado de Charlotte (Novo Brunswick), Canadá – leste

### Áreas Nacionais Protegidas
- Refúgio Nacional de Vida Selvagem de Cross Island
- Refúgio Nacional de Vida Selvagem Moosehorn
- Refúgio Nacional de Vida Selvagem de Petit Manan
- Sítio Histórico Internacional da Ilha de Saint Croix

## Localidades

### Cidades
- Calais
- Eastport

### Vilas
- Addison
- Alexander
- Baileyville
- Beals
- Beddington
- Charlotte
- Cherryfield
- Columbia
- Columbia Falls
- Cooper
- Crawford
- Cutler
- Danforth
- Deblois
- Dennysville
- East Machias
- Grand Lake Stream
- Harrington
- Jonesboro
- Jonesport
- Lubec
- Machias (sede do condado)
- Machiasport
- Marshfield
- Meddybemps
- Milbridge
- Northfield
- Pembroke
- Perry
- Princeton
- Robbinston
- Roque Bluffs
- Steuben
- Talmadge
- Topsfield
- Vanceboro
- Waite
- Wesley
- Whiting
- Whitneyville

### Plantations
- Baring Plantation
- Codyville Plantation

### Regiões censo-designadas
- Danforth
- Jonesport
- Lubec
- Machias
- Milbridge
- Vanceboro
- Woodland

### Territórios não organizados
- East Central Washington
- North Washington

### Reservas indígenas
- Passamaquoddy Pleasant Point Reservation
- Passamaquoddy Indian Township Reservation

## Demografia

### Censo 2020
Segundo o censo nacional de 2020, o condado possui uma população de 31 095 habitantes e uma densidade populacional de 4,7 hab/km². Houve uma redução populacional na última década de -5,4%. É o terceiro condado menos populoso do Maine]] e também o terceiro menos densamente povoado do estado.
Possui 21 594 residências que resulta em uma densidade de 3,3 residências/km² e uma redução de -6,1% em relação ao censo anterior. Deste total, 36,3% das unidades habitacionais estão desocupadas. A média de ocupação é de 2,3 pessoas por residência.
Existem 13 830 famílias no condado e 11,6% da população não possui cobertura de plano de saúde. A renda familiar média é de 44 847 dólares e a taxa de emprego é de 48,5%. Existem 821 estabelecimentos empregadores no condado e 23,8% dos habitantes possuem diploma de nível superior.

## Transportes

### Principais estradas e rodovias
- US 1